# أوتو بورجر
أوتو بورجر Otto Borger (ولد في 27 فبراير 1904 – ومات في 23 ديسمبر 1994 في شرونس) هو شاعر نمساوي يكتب باللهجة العامية.
نشر بورجر سبع دوواوين شعرية باللهجة العامية لمنطقة مونتافون Montafon في النمسا، وتعكس تلك القصائد المكتوبة بأسلوب فكاهي وشاعري طريقة الحياة والتقاليد في منطقة مونتافون. وتتميز لغته بالوضوح والعمق في التناول. وتحتل قصائده مكانة هامة التاريخ الحضاري للوديان في النمسا.